# Miri (Malásia)

Miri, /ˈmɪriː/ (Jawi: árabe|ميري; chinês: 美里, pinyin: Méi Lǐ), é uma cidade costeira no nordeste de Sarawak, Malásia, localizada perto da fronteira de Brunei, na ilha de Bornéu. A cidade ocupa uma área de 997,43 quilômetros quadrados, localizada a 798 quilômetros a nordeste de Kuching e 329 quilômetros a sudoeste de Kota Kinabalu. Miri é a segunda maior cidade de Sarawak, com uma população, em 2016, de 358.020. A cidade também é a capital do Distrito Miri da Divisão Miri.